# Gråhårig tornbagge
Gråhårig tornbagge (Mordella brachyura) är en skalbaggsart som beskrevs av Étienne Mulsant 1856. Gråhårig tornbagge ingår i släktet Mordella, och familjen tornbaggar. Enligt den svenska rödlistan är arten otillräckligt studerad i Sverige. Arten förekommer i Götaland, Gotland och Svealand. Artens livsmiljö är skogslandskap, jordbrukslandskap.